# Ljubo Miličević
Ljubo Miličević (Melbourne, 13. veljače 1981. je australski nogometaš hrvatskog podrijetla. Miličević je trenutno bez klupskog angažmana.
8. lipnja 2011. potpisao je dvogodišnji ugovor sa splitskim Hajdukom čiji je veliki navijač.
Statistika u Hajduku
| Natjecanje        | Nastupi | Zgoditci |
| ----------------- | ------- | -------- |
| Prvenstvo         | 4       | 0        |
| Kup               | 0       | 0        |
| Superkup          | 0       | 0        |
| Međunarodne       | 1       | 0        |
| Splitski podsavez | 0       | 0        |
| Ukupno            | 5       | 0        |
| Prijateljske      | 6       | 0        |
| Sveukupno         | 11      | 0        |

## Vanjske poveznice
- Profil na transfermarkt.co.uk